# Кейґо
Кейґо (яп. 敬語, шаноблива мова) — стиль мовлення в японській мові, який характеризується використанням гоноративів; шаноблива, ввічлива мова.
Використання ввічливої мови в певних ситуаціях обов'язкове. За допомогою форм ввічливості можна вказувати на соціальну дистанцію або різницю в посадах, але можна й надати розмові інтимність та чемність.
Система ввічливої мови в японській мові складна, вона включає в себе різні способи вираження для різних соціальних груп, поділ на депреціативно-скромну (самопринижуючу) та ввічливу мову.
Корейська система побудови ввічливої мови дуже схожа на японську.